# Pentti Pesonen
Pentti Pesonen (ur. 7 kwietnia 1938 r. w Kangaslampi, zm. 22 lutego 2024) – fiński biegacz narciarski, srebrny medalista mistrzostw świata.

## Kariera
Nigdy nie startował na zimowych igrzyskach olimpijskich. W 1962 roku wystartował na mistrzostwach świata w Zakopanem. Osiągnął tam największy sukces w swojej karierze wspólnie z Väinö Huhtalą, Kalevim Laurilą i Eero Mäntyrantą zdobywając srebrny medal w sztafecie 4x10 km.
W 1965 roku został mistrzem Finlandii w biegu na 50 km. Ponadto w 1964 roku zdobył srebrne medale mistrzostw Finlandii w na dystansach 30 oraz 50 km.

## Osiągnięcia

### Mistrzostwa świata
| Miejsce | Dzień     | Rok  | Miejscowość | Konkurencja      | Czas biegu  | Strata  | Zwycięzca |
| ------- | --------- | ---- | ----------- | ---------------- | ----------- | ------- | --------- |
| 2.      | 22 lutego | 1962 | Zakopane    | Sztafeta 4x10 km | 2:24:39.8 h | +44.5 s | Szwecja   |